# Ercole Ferrarese

Giovanni II Bentivoglio (c. 1480) National Gallery of Art, Washington, D.C.

Ercole de' Roberti (c. 1451 – 1496), també conegut com a Ercole Ferrarese o Ercole da Ferrara, va ser un pintor italià del primer Renaixement, pertanyent a l'Escola ferraresa. Va ser biografiat per Vasari en el seu cèlebre llibre Le Vite delle più eccellenti pittori, scultori, ed architettori.
Fill d'un conserge del castell dels Este, arribaria a ser pintor de la cort d'aquesta poderosa família a Ferrara. Segons Vasari:
| «                | A Ercole, li agradava el vi amb deliri, i les seues freqüents borratxeres van acurtar-li la vida que havia gaudit sense cap contratemps fins a l'edat de quaranta anys, quan va ser víctima d'un atac d'apoplexia que se'l va endur en poc de temps. | » |
| — Giorgio Vasari | |   |

Ens han arribat poques obres seues. La seua vida va ser curta i moltes de les seues obres s'han perdut.

## Obres
Cap a l'any 1473, quan tenia 17 anys, Ercole havia abandonat Ferrara i es trobava treballant a Bolonya, al taller de Francesco del Cossa. (Segons Vasari, també va ensinistrar-se sota Lorenzo Costa a Bolonya, però açò sembla improbable perquè era 9 anys major que Costa.) Se sap que va col·laborar en la realització dels frescos del Palazzo Schifanoia.
Les seues primeres obres de maduresa són les contribucions a la decoració de la capella Griffoni, a la basílica de San Petronio de Bolonya: una predel·la que representa els Miracles de sant Vicent Ferrer (c. 1473) (actualment a la Pinacoteca Vaticana), i les pilastres laterals del retaule, encarregades per del Cossa.
L'any 1480, va fer un gran retaule amb una Mare de Déu entronitzada amb infant i sants, per a l'església de Santa Maria in Porto, a Ravenna, que actualment es conserva a la Pinacoteca de Brera de Milà. A la National Gallery of Art de Washington, hi ha uns retrats de Joan II Bentivoglio i Ginevra Bentivoglio que li han estat atribuïts.
Al voltant de 1486 va succeir Cosmè Tura com a pintor de cort de la família Este a Ferrara.
El seu treball per als Este va excedir allò purament artístic: va acompanyar Alfonso d'Este a una visita papal a Roma, va fer de responsable del vestuari per a les esposalles d'Isabella d'Este a Màntua, i fins i tot va elaborar salamis.
Al Kimbell Art Museum, Fort Worth, Texas, hi ha el quadre Pòrcia i Brutus (c. 1486-90), que es creu que va ser pintat per a Elionor d'Aragó, duquessa de Ferrara. Al Getty Center de Los Angeles es conserva un Sant Jeroni al desert.

Predel·la per a la capella Griffoni, basílica de San Petronio, Bolonya, que representa els miracles de sant Vicent Ferrer (c. 1473) (actualment a la Pinacoteca Vaticana)

## Galeria

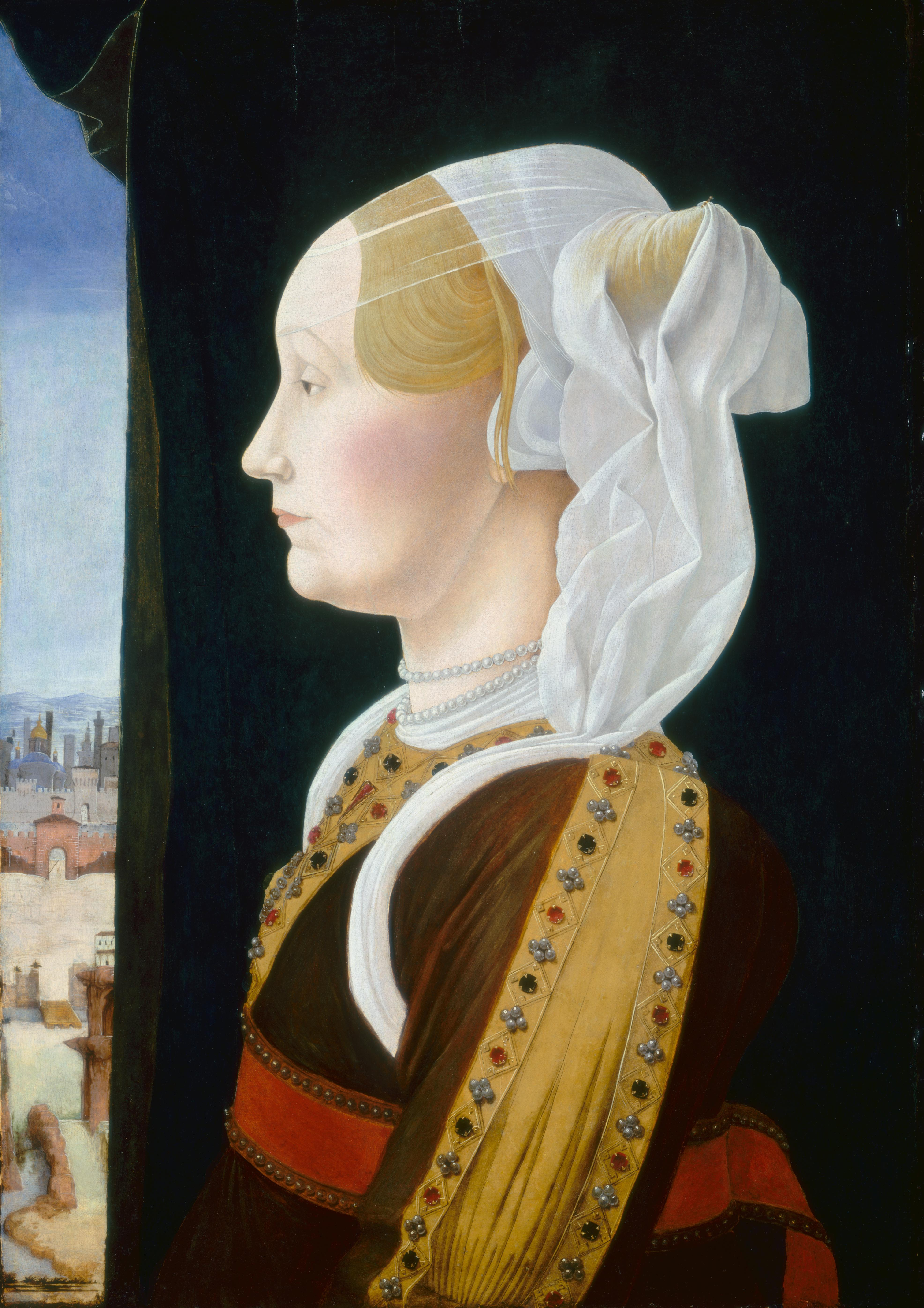
Ginevra Bentivoglio (c. 1480) National Gallery of Art, Washington, D.C.
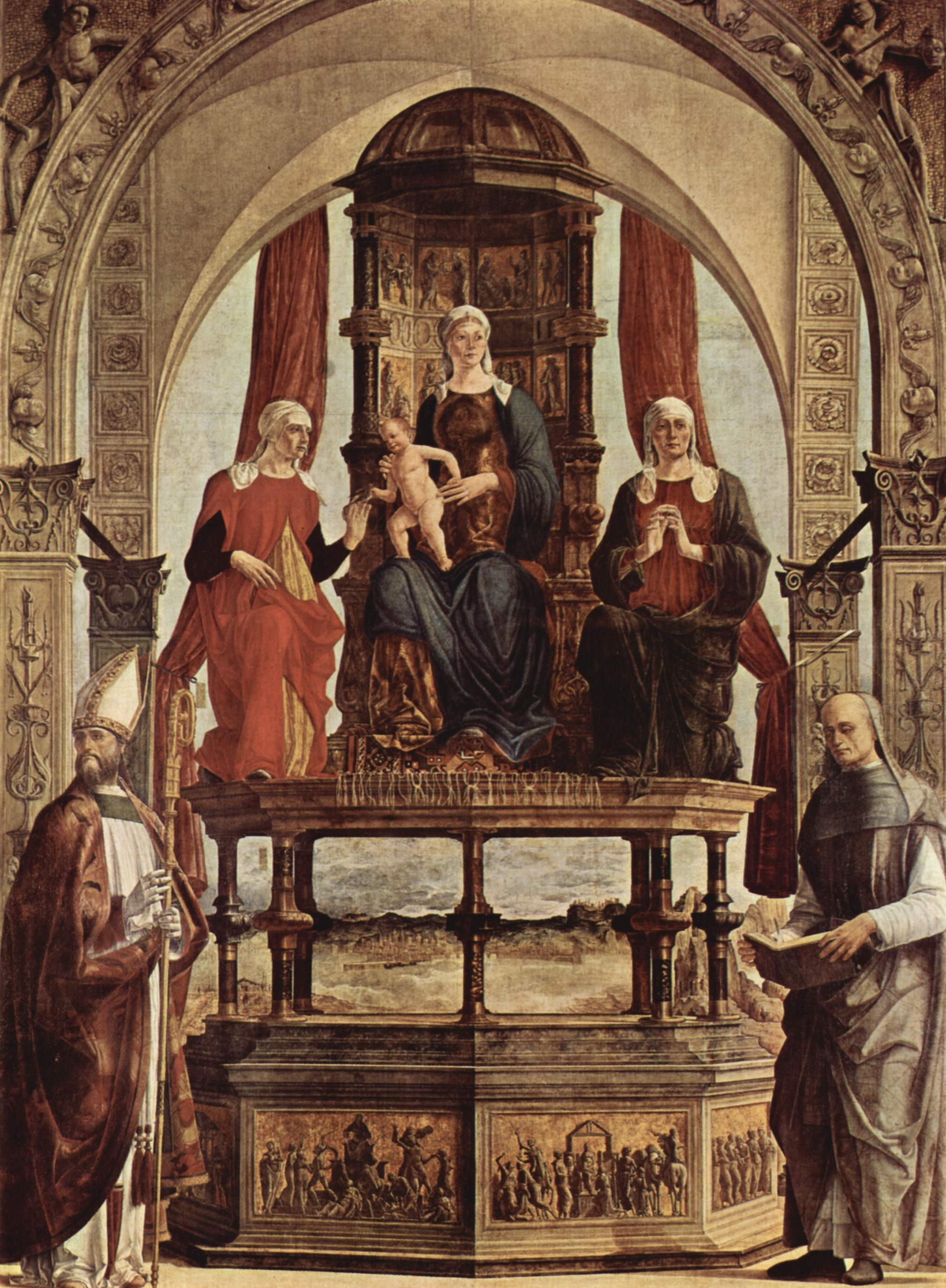
Mare de Déu entronitzada amb infant i sants (c. 1480) Pinacoteca de Brera, Milà
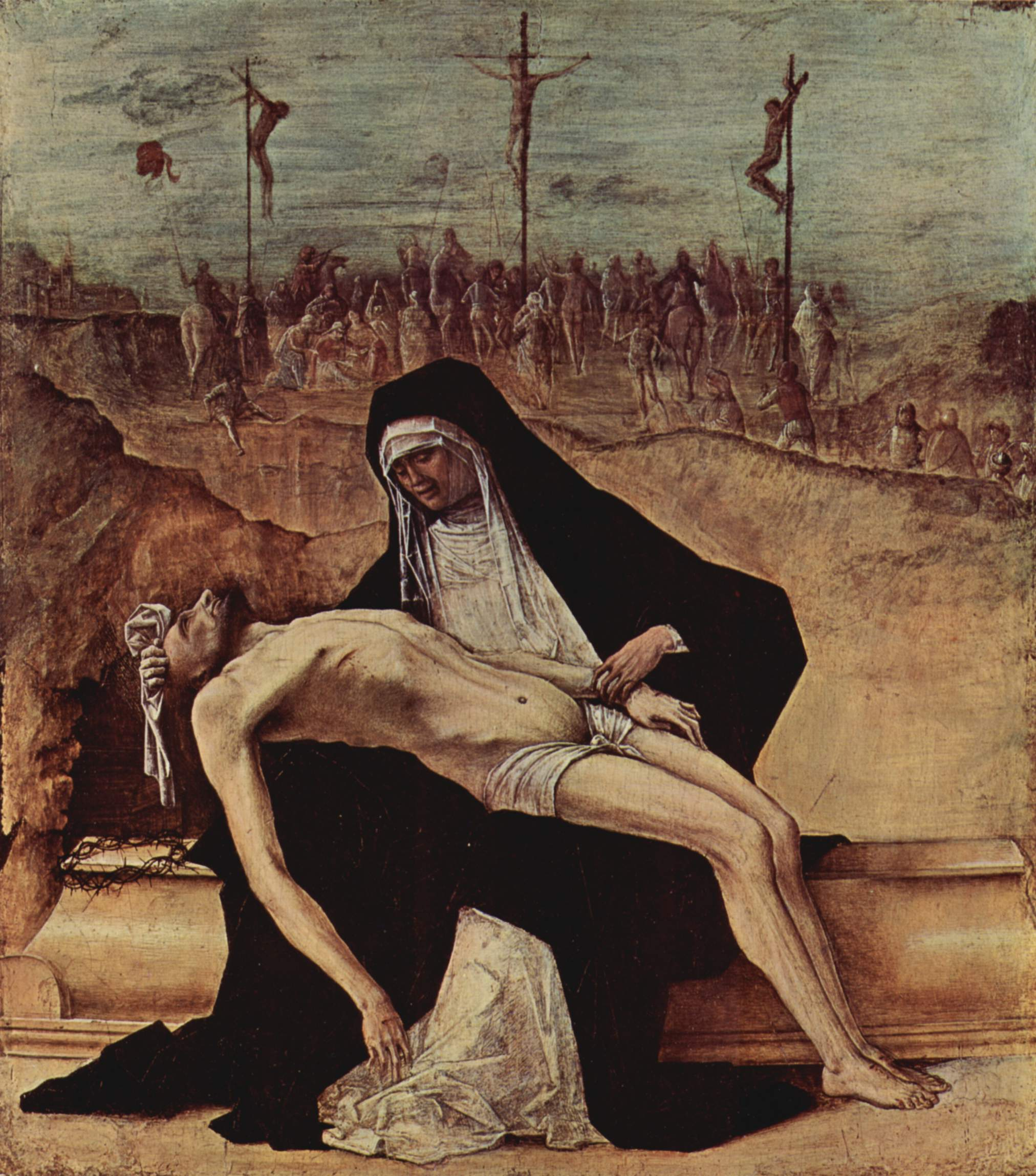
Pietà (c. 1482), San Giovanni in Monte, Bolonya